# 名古屋芸術大学保育・福祉専門学校
名古屋芸術大学保育専門学校（なごやげいじゅつだいがくほいくせんもんがっこう）とは、愛知県名古屋市昭和区にあった私立専修学校。

## 沿革
- 1958年（昭和33年） - 文部大臣より幼稚園教員養成所の指定を受ける
- 1959年（昭和34年） - 厚生大臣より保母養成所の指定を受ける
- 1973年（昭和48年） - 名古屋保育専門学校と改称する
- 1977年（昭和52年） - 専修学校に認可される
- 1999年（平成11年） - 厚生大臣より介護福祉士養成施設の指定を受け、名古屋保育・福祉専門学校に改称する
- 2011年（平成23年）4月 - 名古屋芸術大学保育・福祉専門学校に改称。
- 2015年（平成27年） - 介護福祉科を廃止し、名古屋芸術大学保育専門学校に校名変更
- 2022年（令和4年）-閉校[1]

## 運営主体
- 学校法人名古屋自由学院

## 学科
- 保育科
  - I部
  - II部
- 介護福祉科

## 取得資格・免許状
- 幼稚園教諭二種免許状・保育士資格
  - 保育科
    - I部
    - II部
- 介護福祉士資格
  - 介護福祉科

## 就職実績
- 保育科I部・II部
  - 保育園への就職者が多い。幼稚園への就職者も少なからずいて、系列の幼稚園への就職者もいる。
- 介護福祉科

## 編入・進学実績
- 保育科I部・II部
- 介護福祉科

## 姉妹校
- 名古屋芸術大学
- 滝子幼稚園
- クリエ幼稚園